# Sertularia tenuis
Sertularia tenuis är en nässeldjursart som beskrevs av V.S. Bale 1884. Sertularia tenuis ingår i släktet Sertularia och familjen Sertulariidae. Inga underarter finns listade i Catalogue of Life.